# Херман Адолф Мориц фон Золмс-Лих
Херман Адолф Мориц фон Золмс-Лих (на немски: Hermann Adolf Moritz zu Solms-Lich; * 12 септември 1646, Лих; † 5 юли 1718, Лих) е граф на Золмс-Лих.

## Биография
Той е син на граф Лудвиг Христоф фон Золмс-Лих (1618 – 1650) и съпругата му Амьона Амалия фон Вид-Нойвид (1618 – 1680), дъщеря на граф Херман II фон Вид-Нойвид († 1631) и графиня Юлиана Доротея фон Золмс-Хоензолмс († 1649). Брат е на Ернст Август (1645 – 1664), домхер в Страсбург 1660 г., и на Карл Лудвиг (1648 – 1686).
Херман Адолф Мориц се жени на 7 септември 1675 г. в Рьоделхайм за графиня Анна Мария фон Золмс-Рьоделхайм-Асенхайм (* 21 май 1660, Рьоделхайм; † 7 април 1713, Лих), дъщеря на граф Йохан Август фон Золмс-Рьоделхайм-Асенхайм (1623 – 1680) и графиня Елеонора Барбара Мария Крац фон Шарфенщайн (1629 – 1680). Бракът е бездетен.
Умира на 5 юли 1718 г. в Лих на 71 години и е погребан в градската църква в Лих.